# 红色通缉令
红色通缉令又称红色通报，是国际刑警组织成员要求成員国协助侦查犯罪时发放的7種要犯通报之一，因通报左上角的国际刑警徽为红色而得名，属最高级别的紧急快速通報，其余6种分别为蓝色、绿色、黄色、黑色、橙色和紫色，各种通报以该组织的官方语言——英语、法语、西班牙语和阿拉伯语所发出。此通報有效期为5年，可续期，直至缉拿归案為止。

## 概要
红色通報由會員國國家中央局向國際刑警組織秘書處提出申請，秘書處如果認為沒有違反章程或其他要求事項，就會依請求發布，可视为一种可以进行临时拘留的国际证书（當這些國家與通報的當事國有雙邊引渡條約時）。各国际刑警组织成员国中心局接到红色通报后可立即据此对通缉人员实施拘捕并参照本国的相关法律进行国际引渡。

但紅色通報非逮捕令，不具強制力，國際刑警組織僅代當事國向其他會員國發布要犯資料，不代表該組織立場，除非特殊狀況或者經相關會員國同意，否則該組織並不會對個案或個人做具體評論。被通報的要犯是被國家司法當局通緝，國際刑警組織只是協助會員國警方找到這些人，以利後續的逮捕和引渡。紅色通報分为2种类型，第一种是在国际刑警组织网站公开展示通缉犯情报，第2种则仅限制于执法机构内部共享消息。如果國際刑警組織沒有對外公布某個人的紅色通報（即該組織網站中搜尋不到要犯資料），有3種可能原因：

1. 可能未對此人發布。
2. 當事國要求不公開。
3. 根据严重程度以及否构成公共安全威胁，才决定是否可公开或限制通知。